# Live in Sydney
Live in Sydney là một đĩa DVD của tour lưu diễn của Kylie Minogue, On a Night Like This Tour. DVD gồm những thước phim hậu trường, tham quan phòng thay đồ của những vũ công và một trò đùa dành cho Minogue mang tên 'Will Kylie Crack'. DVD đã được chứng nhận 3 lần Bạch kim tại Úc.

## Danh sách video
1. "Loveboat"
2. "Kookachoo"
3. "Hand on Your Heart"
4. "Put Yourself in My Place"
5. "On a Night Like This"
6. "Step Back in Time"/"Never Too Late"/"Wouldn't Change a Thing"/"Turn It into Love"/"Celebration"
7. "Can't Get You Out of My Head"
8. "Your Disco Needs You"
9. "I Should Be So Lucky"
10. "Better the Devil You Know"
11. "So Now Goodbye"
12. "Physical"
13. "Butterfly"
14. "Confide in Me"
15. "Kids"
16. "Shocked"
17. "Light Years"
18. "What Do I Have to Do?"
19. "Spinning Around"